# شهرستان دوبلین
شهرستان دوبلین (به ایرلندی: Contae Átha Cliath) یکی از شهرستان‌های ایرلند در استان لینستر است. شهر دوبلین، پایتخت ایرلند، در این شهرستان قرار دارد. بر پایه سرشماری که در سال ۲۰۱۱ انجام گرفت جمعیت شهرستان دوبلین ۱٬۲۷۰٬۶۰۳ است.

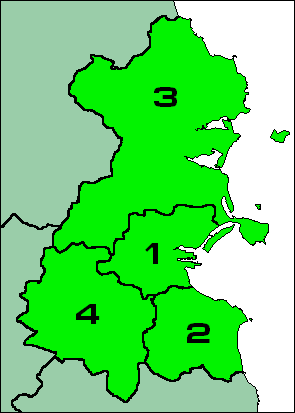

- دوبلین
- تلا
- بلانچردستاون
- کلاندالکین
- اسوردز
- لوکان
- بلکراک
- دانلیری
- فرهاوس
- کسلناک

- داندرام
- تمپلوگ
- راتفارنهام
- بالبریگان
- استیلورگان
- بالینتیر
- گلنکالن
- شنکیل
- کبینتیلی
- مالاهاید
- فاکسراک
- پالمرستاون
- کلونسکیگ